# Markku Paasonen

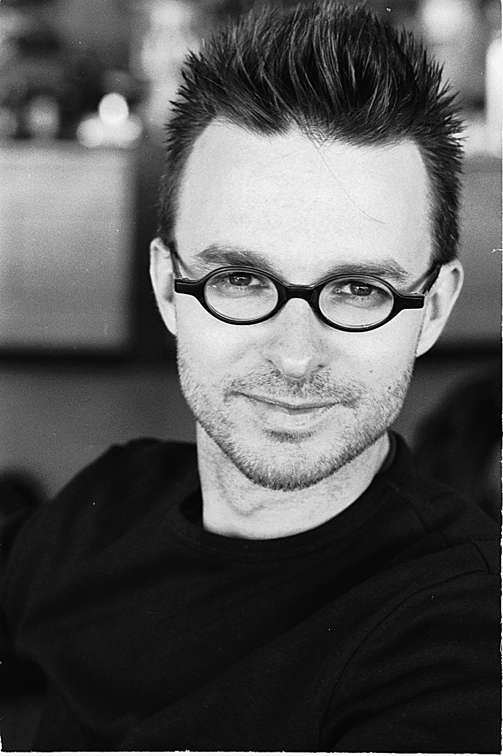
Markku Paasonen (2007)

Markku Paasonen (* 14. November 1967 in Oulu, Finnland) ist ein finnischer Dichter.

## Leben
Markku Paasonen studierte Philosophie und Theologie an der Universität Turku, Åbo Akademi, Universität Oslo und der Westfälischen Wilhelms-Universität. Eine Zeit lang war er als Dozent tätig und als Redakteur für das Kulturmagazin Nuori voima.
Mit dem Gedichtband Aurinkopunos debütierte Paasonen 1997 als Schriftsteller. Noch im selben Jahr erhielt er eine Nominierung für den Helsingin-Sanomat-Literaturpreis und wurde mit dem J.-H.-Erkon-Lyrikpreis ausgezeichnet. 2007 wurde er für den renommierten Literaturpreis des Nordischen Rates nominiert, wobei er sich nicht gegen Sara Stridsberg durchsetzen konnte. Seine Werke wurden bisher in mehrere Sprachen übersetzt, darunter Französisch, Englisch, Schwedisch und Serbisch.
Markku Paasonen ist mit der finnisch-ägyptischen Schriftstellerin Ranya Paasonen verheiratet. Beide leben in Helsinki.

## Werke (Auswahl)
- Aurinkopunos (1997)
- Verkko (1999)
- Voittokulku (2001)
- Lauluja mereen uponneista kaupungeista (2005)
- Tulevassa maailmassa (2010)
- Pienet kalat syövät suuria kaloja (2014)

## Auszeichnungen (Auswahl)
- Helsingin-Sanomat-Literaturpreis 1997 Nominierung für „Aurinkopunos“
- J.-H.-Erkon-Lyrikpreis 1997 für „Aurinkopunos“
- Einari-Vuorelan-Preis 2000 Nominierung für „Verkko“
- Literaturstaatspreis 2002  für „Voittokulku“
- Literaturpreis des Nordischen Rates 2007 Nominierung für „Lauluja mereen uponneista kaupungeista“